# Testeur de mémoire
Un testeur de mémoire est un équipement de test utilisé pour tester la mémoire vive d'un ordinateur, généralement dans les configurations SIMM ou DIMM.

## Types de testeurs de mémoire
Les testeurs de mémoire peuvent être classés en deux catégories : les testeurs de mémoire matériels et les testeurs de mémoire logiciels. Les testeurs de mémoire matériels ont des fonctionnalités de test plus sophistiquées et plus complètes que les testeurs logiciels. Les testeurs logiciels permettent de détecter des problèmes lorsque des modules de mémoire sont déjà installés dans un ordinateur.

### Les testeurs matériels
Des testeurs de mémoire matériels automatiques haut de gamme sont utilisés par la plupart des fabricants de puces de mémoire, comme Samsung, Hyundai et Micron. Le coût de ces testeurs est d'un ou de plusieurs millions de dollars. Ces équipements doivent être utilisés par des ingénieurs en semi-conducteurs très bien formés. Ces testeurs incluent des algorithmes de test très complexes pour détecter les défauts des mémoires lors des étapes finales de la production des puces mémoires.
Des testeurs de mémoire de milieu de gamme d'une valeur d'environ 25 000 $ sont utilisés par les compagnies de montage de modules de mémoire. Ils sont utilisés pour détecter les défauts d'assemblage causés par une mauvaise soudure ou une contamination croisée lorsque les puces sont assemblées sur des circuits imprimés, des cartes SIMM ou des cartes DIMM. Ces testeurs de mémoire sont habituellement installés sur un système de manipulation automatique pour des tests de production de volume élevé, ce qui élimine l'intervention manuelle d'un opérateur.
Il existe aussi des testeurs de mémoire bas de gamme dont le coût varie de 1000 $ à 3000 $. Les principales caractéristiques de ces testeurs sont la petite taille, la portabilité et la facilité d'utilisation. Ils sont généralement utilisés par l'industrie des services, en particulier par les techniciens des services informatiques et les revendeurs/courtiers/grossistes en mémoire pour tester les modules de mémoire avant qu'ils soient installés dans un ordinateur ou lorsque ces modules semblent être la source de défaillances de l'ordinateur. La qualité et les caractéristiques de cette gamme de testeurs varient considérablement en fonction du fabricant. Un bon testeur de mémoire est construit avec des fonctions comparables à celles d'un testeur de haut ou de moyenne gamme, sauf en ce qui a trait à l'automation. La clé est de fournir un testeur simple à utiliser à un prix abordable et qui soit capable d'identifier la plupart des défauts de mémoire.

### Les testeurs logiciels
Les testeurs de mémoire logiciels (par exemple, Memtest86) sont des outils gratuits ou peu coûteux utilisés pour vérifier le bon fonctionnement de la mémoire vive d'un ordinateur. Ces testeurs ne peuvent pas être utilisés lorsqu'un PC ne peut pas démarrer.